# Xã Dota, Quận Independence, Arkansas
Xã Dota (tiếng Anh: Dota Township) là một xã thuộc quận Independence, tiểu bang Arkansas, Hoa Kỳ. Năm 2010, dân số của xã này là 1.092 người.